# Gévay Zsolt
Gévay Zsolt (Adony, 1987. november 19. –) magyar labdarúgó, jelenleg a Madocsa játékosa, hátvéd.

## Pályafutása
Szülőhelyén, Adonyban hatéves korában kezdett el futballozni, majd tizenkét évesen a Gázszer FC kollégiumába került Gárdonyba. Innen először Székesfehérvárra, majd Makóra igazolt.

### Makó FC
Két szezont töltött el kölcsönben a másodosztályú Makónál, első idényében is már alapembernek számított, 27 mérkőzésen lépett pályára és két gólt szerzett. A második évben pedig nagy részt vállalt a csapat bronzérmében, 29 meccsen három gólt lőtt.
A jó szereplés után felmerült a neve több élvonalbeli klubnál is, például a ZTE-nél és a DVTK-nál. Az idény végén lejárt a szerződése, így szabadon igazolhatóvá vált. Paksra utazott próbjátékra, ahol megfelelt és hároméves szerződést kötött.

### Paksi FC
Először 2009. szeptember 27-én lépett pályára kezdőként az Újpest FC ellen 1-0-ra megnyert bajnokin.

## Sikerei, díjai
Makó
- Magyar másodosztályú bajnoki bronzérmes: 2009

 Paks
- Ligakupa-döntős: 2010